# Planisme
Le planisme est une théorie économique développée au cours des années 1930, considérant qu'un plan (planification) pouvait modifier la société en profondeur, ou du moins contrer les « effets pervers » et la « myopie » du marché. 
Ce courant eut une influence au sein des milieux socialistes, fascistes et syndicalistes. L'un de ses théoriciens fut le Belge Henri De Man. Il fut porté en France par le groupe X-Crise qui inspira aussi bien la SFIO que les pétainistes. Pour l'économiste Karl Polanyi, il représente une révolte de la société contre le marché, inspirant après la Grande Dépression des années 1930 aussi bien les communistes que les sociaux-démocrates ou les fascistes, mais aussi les futurs démocrates-chrétiens.
Beaucoup de ses idées se retrouvent dans le programme du Conseil national de la Résistance. On peut dire qu'il a intellectuellement inspiré la Reconstruction d'après 1945 et le fordisme à la française.
Pour Marcel Déat, le planisme devait être un moyen de concilier capitalisme et socialisme.